# Мачерата Фелтрија
Мачерата Фелтрија (итал. Macerata Feltria) је насеље у Италији у округу Пезаро и Урбино, региону Марке.
Према процени из 2011. у насељу је живело 1456 становника. Насеље се налази на надморској висини од 312 м.

## Становништво
| 1936. | 1951. | 1961. | 1971. | 1981. | 1991. | 2001. | 2011. |
| ----- | ----- | ----- | ----- | ----- | ----- | ----- | ----- |
| 3.767 | 3.875 | 2.672 | 2.236 | 2.114 | 2.010 | 2.025 | 2.072 |